# Данді (округ, Небраска)
Шаблон:StateAbbr_ 40°11′ пн. ш. 101°41′ зх. д. / 40.18° пн. ш. 101.69° зх. д.
Округ Данді (англ. Dundy County) — округ (графство) у штаті Небраска, США. Ідентифікатор округу 31057.

## Історія
Округ утворений 1873 року.

## Демографія
За даними перепису
2000 року
загальне населення округу становило 2292 осіб, усе сільське.
Серед мешканців округу чоловіків було 1128, а жінок — 1164. В окрузі було 961 домогосподарство, 637 родин, які мешкали в 1196 будинках.
Середній розмір родини становив 2,87.
Віковий розподіл населення поданий у таблиці:
| Стать    | До 15 років | 15-21 | 22-29 | 30-39 | 40-49 | 50-65 | 65-85 | Понад 85 |
| -------- | ----------- | ----- | ----- | ----- | ----- | ----- | ----- | -------- |
| Чоловіки | 213         | 116   | 78    | 121   | 192   | 201   | 184   | 23       |
| Жінки    | 204         | 87    | 70    | 128   | 190   | 178   | 245   | 62       |

## Суміжні округи
- Чейс — північ
- Гейз — північний схід
- Гічкок — схід
- Ролінс, Канзас — південний схід
- Шаєнн, Канзас — південь
- Юма, Колорадо — захід

## Виноски
1. ↑  US Decennial Census. US Census Bureau. Архів оригіналу за 26 квітня 2015. Процитовано 6 грудня 2014.
2. ↑  Historical Census Browser. University of Virginia Library. Архів оригіналу за 11 серпня 2012. Процитовано 6 грудня 2014.
3. ↑  Population of Counties by Decennial Census: 1900 to 1990. US Census Bureau. Архів оригіналу за 27 квітня 2015. Процитовано 6 грудня 2014.
4. ↑  Census 2000 PHC-T-4. Ranking Tables for Counties: 1990 and 2000 (PDF). US Census Bureau. Архів оригіналу (PDF) за 18 грудня 2014. Процитовано 6 грудня 2014.
5. ↑  State & County QuickFacts. US Census Bureau. Архів оригіналу за 7 червня 2011. Процитовано 19 вересня 2013.(англ.) Наведено за англійською вікіпедією.
6. ↑  American FactFinder. Бюро перепису населення США. Архів оригіналу за 21 травня 2008. Процитовано 31 січня 2008.

| США | Це незавершена стаття з географії США. Ви можете допомогти проєкту, виправивши або дописавши її. |